# Mujercitas (telenovela venezolana)
Mujercitas es una telenovela venezolana producida por Laura Visconti Producciones y transmitida por Venevisión en el año 1999. Es una adaptación de César Sierra del clásico de la literatura universal Mujercitas escrito por la norteamericana Louisa May Alcott.
Está protagonizada por Daniela Alvarado y Adrián Delgado, y con las participaciones antagónicas de Eduardo Serrano, Lourdes Martínez y Javier Valcárcel. Cuenta además con las actuaciones de los primeros actores Chelo Rodríguez, Juan Manuel Montesinos, Raúl Xiqués y Esther Orjuela.
La telenovela está siendo retransmitida desde el lunes 3 de febrero de 2020 a las 5:00 p. m. por Venevisión.

## Trama
Una historia basada en la obra de May Alcott, que toma lugar durante una Guerra Civil en 1859. La tempestuosa Josefina "Jo", la bella Manuela, la frágil María Teresa y la romántica Chelita son las mujercitas que tendrán que afrontar las tragedias de la guerra y la ausencia de su padre por esta razón. Josefina evadirá una propuesta de matrimonio de Juan Bautista, el nieto de Marco Alcántara, un poderoso y respetado general retirado para seguir una carrera como escritora. Conocerá a Tomás, un profesor, sobre este camino y atrapada entre estos dos hombres encontrará el verdadero amor.

## Elenco
- Daniela Alvarado - Josefina "Jo" Bracho
- Adrián Delgado - Juan Bautista Perdomo Alcántara
- Erika Medina - María Teresa "Mater" Bracho
- Rafael Romero - Tomás Briceño
- Karina Orozco - Manuela Bracho
- Javier Valcárcel - Felipe Zubillán
- Zywia Castrillo - Consuelo "Chelito" Bracho
- Lourdes Martínez - Ana Julia Zubillán
- Eduardo Serrano - Cristóbal Zubillán
- Esther Orjuela - Consuelo de Bracho
- Chelo Rodríguez - Leonora de Zubillán
- Juan Manuel Montesinos - José Manuel Bracho
- Raúl Xiqués - General Marco Alcántara
- Mirtha Borges - Micaela
- Gabriel Goncalves - Fernando Zubillán
- Jorge Almada - Doctor
- Carlos Alvarado - Toñito
- Alberto Álvarez - Zamora
- Umberto Buonocuore - Bonelli
- Fernando Flores - Dionisio
- Oscar Gil - Alonso
- Angélica Herrera - Luisa
- Nathalia Martínez - Carmen
- Kiko Mendive - Rosario
- Jenny Noguera - María
- José Oliva - Presidente
- Betty Ruth - Madre Superiora
- Freddy Salazar - Arzobispo
- Teresa Selma - Domitilia
- Livia Méndez
- Roque Valero
- Leonardo Villalobos - Santiago
- Henry Salvat
- Rodolfo Drago

## Datos
- "Mujercitas" fue grabada en diferentes regiones de Venezuela: La hacienda de "los Bracho" se encuentra localizada en el pueblo de Paracotos (Edo. Miranda), una hacienda cuya casa data de hace 200 años; el dueño, el señor Bruzual, trata de mantenerla como originalmente fue construida, no le ha hecho cambios mayores, es muy hermosa y conserva sus muebles originales. La hacienda del General Alcántara está ubicada en Canoabo, pero es un poco más moderna.
- Para simular la Caracas de aquellos tiempos, se utilizó la zona colonial de Coro (Edo. Falcón), ya que en el casco colonial de Petare (Estado Miranda) fue imposible grabar por el ruido de la metrópolis (Caracas); aunque se llegó a utilizar esta zona para algunas cosas.
- Con respecto a la ambientación de estudio, se realizó un arduo trabajo de investigación para simular la Venezuela del siglo XIX, se adquirieron piezas valiosísimas de la época; los muebles que no se consiguieron, se mandaron a copiar. Igualmente el vestuario estuvo meticulosamente diseñado acorde con la moda de la época así como también con el estatus económico y psicológico de cada personaje, el cual estuvo a cargo de Altagracia Martínez (madre del autor César Sierra).

- Datos: Q28517298